# José António Ananias Mota
José António Ananias Mota (Manique do Intendente, Azambuja, 7 de Janeiro de 1954 — (?), 15 de Novembro de 2007) foi um actor, encenador e dramaturgo português. A sua actividade está sobretudo ligada às localidades de Azambuja e Braga.
Mesmo tendo ingressado num curso de Direito, José Ananias optou por entrar no  Conservatório Nacional de Lisboa para tirar o Curso de Actor/Encenador da Escola Superior de Teatro.

## Teatro
Na sua carreira José Ananias trabalhou com vários encenadores, entre os quais se podem destacar: Luís Aguilar, Jorge Listopad, Hélder Costa, Augusto Bual, José Caldas, Carlos Fernando, Rui Madeira, Saguenail, Gil Filipe, Antonino Solmer, José Wallenstein, Júlio Cardoso e Mark Donford-May.
No seu percurso José Ananias passou por várias companhias profissionais de teatro:
- Grupo de Teatro de Marvila (Lisboa)
- Teatro de Ensaio Transmontano (Vila Real)
- Teatro Laboratório de Faro
- Teatro da Graça (Lisboa)
- 1.º Acto de Algés
- Companhia de Teatro de Braga
- Seiva Trupe (Porto)
- London Theatre (Londres, Inglaterra).

Na Azambuja, entre 1984 e 1989, encenou e representou os espectáculos:
- Ananias Ensemble
- Peripécias, de Jehan Mayoux
- Porto do Galo, de sua autoria
- O Menino Dino, de sua autoria

De salientar que, para além de textos de sua autoria como A Menina do iô-iô o Caçador de Duas Cabeças e O Menino Dino, José Ananias encenou na Companhia de Teatro de Braga peças como:
- Judeus, baseado em textos de Gil Vicente
- Menina e Moça, de Bernardim Ribeiro
- Frei Luís de Sousa, de Almeida Garrett
- Falar Verdade a Mentir, de Almeida Garrett
- Anatomia de um Carácter, baseado em textos de Eça de Queirós

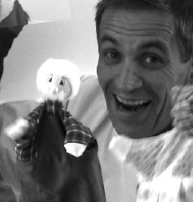
Actor/Encenador/Dramaturgo

José Ananias trabalhou ainda em assistente de encenação em várias peças como:
- O Rufia nas Escadas, de Joe Orton no Teatro da Graça, encenada por Carlos Fernando
- A Castro, de António Ferreira, na Companhia de Teatro de Braga, encenada por Antonino Solmer
- A Dança do Sargento Musgrave, de John Arden, também na Companhia do Teatro de Braga, encenada por Saguenail

## Cinema e televisão
Relativamente a trabalhos para televisão, José Ananias participou em:
- Arte de Ser Português (1978, RTP) série de Alberto Pimenta, realizada por Jorge Listopad[1][2]
- A Vida Íntima de Laura (RTP) peça de Clarice Lispector, realizada por Fernando Midões.[1]

No cinema, para além de participar em várias curtas-metragens de alunos da Escola Superior de Cinema, integrou o elenco de:
- Ma' Sin ou O Pecado da Mamã (1996) de Saguenail. (Vencedor do Festival de Cinema da Figueira da Foz)[1][3][4]
- Até Amanhã Camaradas (2005, SIC) de Álvaro Cunhal, telefilme realizado por Joaquim Leitão.[1][3]
- Rio Turvo (2007), realizado por Edgar Pêra, baseado no conto de Branquinho da Fonseca. (Filmado junto à antiga estalagem da Malaposta na Azambuja)[1][3][5]

## Actividade sócio-cultural
Ao longo da sua vida José Ananias teve várias intervenções animação sociocultural, entre as quais se podem destacar:
- Animador cultural entre 1984 e 1989 na Azambuja
- Membro fundador do Grupo Cultural de Manique do Intendente e da Associação Regional de Santarém do Teatro de Amadores
- Animador teatral em diversos projectos do Centro Regional de Segurança Social de Braga
- Animador de programas próprios nas rádios bracarenses Antena Minho e Rádio Universitária do Minho
- Coordenador dos projectos "Teatro-Escola-Teatro" e "Alternativas Urbanas" da Companhia de Teatro de Braga
- Participante em várias iniciativas do Sindicato da Poesia de Braga, como recitais de poesia e no espectáculo de teatro A Cantora Careca
- Animador de várias "Leituras Encenadas" integradas na "Hora do Conto" da Biblioteca Pública da Universidade do Minho, em Braga.
- No ensino foi professor e coordenador de estágios curriculares de Expressão Dramática do Curso Técnico Profissional de Animação Sócio-Cultural, na Escola Secundária D. Luís de Castro, em Braga de 1992 a 2002, e formador de animação no curso para jovens licenciados, organizado pelo Instituto de Formação Profissional no Museu do Paço dos Duques de Bragança, em Guimarães em 2001 e 2002.

José Ananias morreu 15 de Novembro de 2007. Sobre ele diria Rui Madeira, amigo e então director da Companhia de Teatro de Braga, "Ananias foi um cidadão empenhado que colocou ao serviço da comunidade e da cultura descentralizada o melhor de si".